# 高松東宝会館
高松東宝会館（たかまつとうほうかいかん）は、香川県高松市田町にかつて存在していた東宝系映画館（高松東宝1・2・3）の総称。東宝グループの『東宝関西興行』が経営・運営していた。

## 沿革
- 1957年7月6日：『高松東宝会館』として開業。邦画系の「高松東宝」と洋画系の「高松スカラ座」の2館体制でスタート。
  - 開業当時の1957年の時点では、高松市内の映画館は当館を含めて19館あり、香川県内の東宝系映画館は当館の他、丸亀東宝（丸亀市）、坂出東宝（坂出市）、三本松東宝（大内町、現在の東かがわ市）の3館が存在した[1]。
- 1960年11月：高松東宝会館が中国東宝興行株式会社と合併したことにより、東宝関西興行株式会社に経営権が移行する。
- 1978年12月9日：地上5階地下1階に改築。地下1階 - 2階に三越エレガンス（後のYOU三越）、3階に高松東宝、5階にスカラ座が入る（4階は三越エレガンスと東宝関西興行の事務所）。
- 1994年：改装で3館体制となり、旧スカラ座は高松東宝1、旧高松東宝は2分割されて高松東宝2・3となった。
- 2004年4月11日：市内および近隣都市のシネマコンプレックスに客足を奪われたことや、隣接していたYOU三越の閉店も重なり、47年の歴史に幕を閉じた。最終イベントとして同年4月3日夜から4日朝まで『おとなの東宝チャンピオンまつり』が行われ『椿三十郎』『キングコング対ゴジラ』などが上映された。
- 2006年3月16日：同館跡地にビジネスホテル『スーパーホテル高松・田町』がオープンした。

## 座席数（閉館時）
- 東宝1：294席
- 東宝2：168席
- 東宝3：117席